# Kiss PLUS
『Kiss PLUS』（キスプラス）は、講談社発行の女性向け漫画雑誌。隔月刊（奇数月刊）で、発売日は前月（偶数月）の8日（日曜日の場合は7日）。
2008年2月に創刊。講談社が発行する女性向け漫画雑誌『Kiss』の姉妹誌。2007年12月で休刊となった隔月刊の女性向け漫画雑誌『One more Kiss』（講談社）の連載作品が引き継がれ、実質的には同誌の後継誌として位置づけられる。OLなど20代の有職者女性を主なターゲットに、仕事や恋愛などを描いた作品が多い。独自の連載作品のほか、『Kiss』に連載する漫画家の読切作品や『Kiss』連載作品の番外編なども掲載される。2014年2月発売の同年3月号に、その号をもって休刊することが告知された。なお、一部の連載は2014年6月13日発売の後継誌『ハツキス』に引き継がれた。
判型は当初B5判。2013年6月号よりA5判に変更。

## 主な掲載作品
- 回転銀河 （海野つなみ）
- GREEN FINGER -小花の庭- （松本小夢）
- 死と彼女とぼく めぐる （川口まどか）
- 少女共和国 （森下薫）
- 新Good Job～グッジョブ　（かたおかみさお）
- スロウリィ デイズ （長原万里子）
- デカガール （長崎尚志、芳崎せいむ）
- 野田ともうします。 （柘植文）
- 涼子さんの言うことには 東雲町ルミマヤ日記 （ヤマザキマリ）